# Kostnina
Kostnina (łac. callus) – grubowłóknista, splotowata, pierwotna tkanka kostna powstająca w ognisku uszkodzenia lub złamania kości, powodująca jej zrośnięcie. Powstaje w wyniku namnażania się i różnicowania komórek osteogennych rozrodczej warstwy okostnej, śródkostnej oraz szpiku. Wyróżnia się dwa rodzaje kostniny:
- zewnętrzna – tworzy w miejscu złamania swoisty mankiet ochronny[2],
- wewnętrzna – powstaje od strony jamy szpikowej oraz pomiędzy uszkodzonymi fragmentami kości[2].